# Мисливець за браконьєрами (фільм)
«Мисливець за браконьєрами» (рос. «Охотник за браконьерами») — російський радянський художній фільм 1975 року режисера Марії Муат за мотивами повісті Євгена Рисса.

## Сюжет
Школяр Вася і його маленька сестра Клаша живуть на березі мальовничого озера, в якому розводять форель. Вася з друзями за допомогою собаки Сагайдака і коня Стрілки затримують браконьєрів.

## У ролях
- Василь Фунтіков
- Олександра Кравченко
- Ігор Рогожин
- Геннадій Фролов
- Валерій Носик
- Лариса Барабанова
- Ніна Бєлобородова
- Юрій Медведєв
- Юрій Горобець
- Володимир Герасимов
- Тетяна Тетеріна

## Творча група
- Сценарій: Елеонора Мілова
- Режисер: Марія Муат
- Оператор: Євген Анісімов, Володимир Брусин
- Композитор: Володимир Шаїнський